# ذباب راقص
ذباب راقص (الاسم العلمي: Empidoidea)، فصيلة عليا من ذوات الجناحين. تضم حوالي 10000 نوع معروف، وتنتشر في جميع القارات باستثناء القارة القطبية الجنوبية. ومن المعروف أنها كانت موجودة منذ العصر الجوراسي.